# Municipio de Union (condado de Randolph, Arkansas)
El municipio de Union (en inglés: Union Township) es un municipio ubicado en el condado de Randolph en el estado estadounidense de Arkansas. En el año 2010 tenía una población de 111 habitantes y una densidad poblacional de 0,9 personas por km².

## Geografía
El municipio de Union se encuentra ubicado en las coordenadas 36°27′7″N 91°17′54″O / 36.45194, -91.29833. Según la Oficina del Censo de los Estados Unidos, el municipio tiene una superficie total de 123.65 km², de la cual 123,65 km² corresponden a tierra firme y (0 %) 0 km² es agua.

## Demografía
Según el censo de 2010, había 111 personas residiendo en el municipio de Union. La densidad de población era de 0,9 hab./km². De los 111 habitantes, el municipio de Union estaba compuesto por el 95,5 % blancos y el 4,5 % eran de una mezcla de razas. Del total de la población el 1,8 % eran hispanos o latinos de cualquier raza.